# Campeonato Asiático de Atletismo de 2019 - 5000 m masculino
A prova dos 5000 metros masculino do Campeonato Asiático de Atletismo de 2019 foi disputada no dia 24 de abril de 2019 no Estádio Internacional Khalifa em Doha, no Catar. 

## Recordes
Antes desta competição, os recordes mundiais e do campeonato nesta prova eram os seguintes:
|                       | Nome                | Nacionalidade | Tempo      | Local       | Data                |
| --------------------- | ------------------- | ------------- | ---------- | ----------- | ------------------- |
| Recorde mundial       | Kenenisa Bekele     | Etiópia       | 12m 37s 35 | Hengelo     | 31 de maio de 2004  |
| Recorde do campeonato | Mohamad Al-Garni    | Catar         | 13m 34s 47 | Wuhan       | 4 de junho de 2015  |
| Recorde asiático      | Albert Kibichii Rop | Bahrein       | 12m 51s 96 | Fontvieille | 19 de julho de 2013 |

## Medalhistas
| Ouro                | Prata            | Bronze                |
| Birhanu Balew (BHR) | Albert Rop (BHR) | Hiroki Matsueda (JPN) |

## Cronograma
Todos os horários são locais (UTC+3)
| Data        | Hora  | Evento |
| ----------- | ----- | ------ |
| 24 de abril | 18:53 | Final  |

## Resultado final
| Posição           | Atleta                | Nacionalidade | Tempo    | Notas                |
| ----------------- | --------------------- | ------------- | -------- | -------------------- |
| Medalha de ouro   | Birhanu Balew         | Bahrein       | 13:37.42 |                      |
| Medalha de prata  | Albert Rop            | Bahrein       | 13:37.57 |                      |
| Medalha de bronze | Hiroki Matsueda       | Japão         | 13:45.44 |                      |
| 4                 | Hazuma Hattori        | Japão         | 13:47.82 |                      |
| 5                 | Gavit Murli Kumar     | Índia         | 13:48.99 | Recorde pessoal      |
| 6                 | Abhishek Pal          | Índia         | 13:56.09 | Recorde da temporada |
| 7                 | Yaser Bagharab        | Catar         | 13:56.30 | Recorde pessoal      |
| 8                 | Hossein Keyhani       | Irão          | 13:56.86 | Recorde pessoal      |
| 9                 | Jalil Nasseri         | Irão          | 14:19.82 | Recorde da temporada |
| 10                | Nguyễn Văn Lai        | Vietname      | 14:26.81 | Recorde da temporada |
| 11                | Du Jianrong           | China         | 14:28.56 | Recorde da temporada |
| 12                | Gawa Zangpo           | Butão         | 14:33.43 | Recorde nacional     |
| 13                | Ajitkumar Yadav       | Nepal         | 14:37.13 | Recorde da temporada |
| 14                | Suber Hassan Jama     | Catar         | 14:39.58 |                      |
| 15                | Yan Wei               | China         | 14:40.94 |                      |
| 16                | Mahmoud Esbitan       | Palestina     | 15:03.49 | Recorde da temporada |
| 17                | Daniaar Arypbekov     | Quirguistão   | 15:17.57 | Recorde da temporada |
| 18                | Hussain Fazeel Haroon | Maldivas      | 15:30.27 | Recorde nacional     |
| 19                | Nabin Parajuli        | Singapura     | 15:35.51 | Recorde pessoal      |
| 20                | Pheara Vann           | Camboja       | 16:30.50 | Recorde pessoal      |
| 21                | Abdelrahim Al-Abiat   | Palestina     | 17:01.16 | Recorde da temporada |
| 22                | Osama Al-Yaari        | Iêmen         | DNS      |                      |

Legenda
| Recorde mundial       | Recorde mundial (World record)               |                       | Recorde africano                      | Recorde africano (African) |                                           | Q | Classificado por posição (Qualified) |
| Recorde do campeonato | Recorde do campeonato (Championship record)  | Recorde da América    | Recorde da América (Americas)         | q                          | Classificado por melhor tempo (Qualified) |   |                                      |
| Melhor marca do ano   | Melhor marca do ano (World leading)          | Recorde asiático      | Recorde asiático (Asian)              | DNS                        | Não largou (Did not start)                |   |                                      |
| Recorde nacional      | Recorde nacional (National record)           | Recorde europeu       | Recorde europeu (European)            | DNF                        | Não terminou (Did not finish)             |   |                                      |
| Recorde pessoal       | Recorde pessoal do atleta (Personal best)    | Recorde da Oceania    | Recorde da Oceania (Oceania)          | DSQ / DQ                   | Desclassificado (Disqualified)            |   |                                      |
| Recorde da temporada  | Recorde da temporada do atleta (Season best) | Recorde sul-americano | Recorde sul-americano (South America) | NM                         | Sem marca (No mark)                       |   |                                      |